# Черета, Лаура
Лаура Черета (итал. Laura Cereta, 1469—1499) — итальянская писательница и феминистка, одна из великих гуманисток Италии XV века. Черета была первой, кто сделал женскую дружбу и проблемы женщин центральной темой своих произведений. Она также была известна своими письмами, адресованными другим интеллектуалам своего времени.

## Жизнь и творчество
Черета родилась в сентябре 1469 года в богатой семье. В детстве Лаура часто болела, а также страдала бессонницей. Она была старшей из шести детей. Её семья занимала высокое положение в обществе благодаря статусу её отца, Сильвестро Черета, юриста и магистра короля. Мать Лауры, Вероника ди Лено, была известной предпринимательницей. Родители, верившие в необходимость образования, отправили семилетнюю Лауру в монастырь для обучения. Там она училась читать и писать, изучала религию и латынь под руководством монахини. Эта монахиня, выступавшая в качестве учительницы и наставницы, оказала огромное влияние на Лауру. Наставница учила девочку использовать предрассветные часы, когда все ещё спят, для занятий и письма. Она также научила Лауру рисовать картинки иголкой, чему та практиковалась днями и ночами. После двух лет в монастыре, отец отозвал Лауру домой, чтобы она ухаживала за своими младшими братьями и сёстрами. Но проведя всего пару месяцев дома, девочка вернулась назад, чтобы продолжить обучение. Когда ей исполнилось двенадцать лет, отец снова вызывал её домой для того, чтобы она взяла на себя разные заботы по хозяйству. Помимо прочего, она должна была контролировать учёбу своего брата и работать секретарём отца. В это время Черета проявила огромный интерес к математике, астрологии, агрономии и этике.

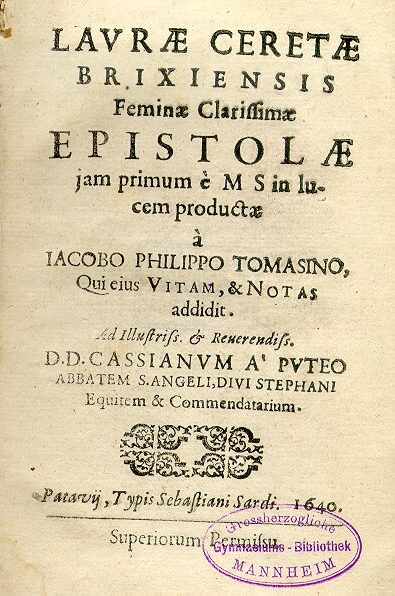
Титульная страница Laurae ceretae epistolae, Лауры Черета

В 1484 году в возрасте 15 лет Лаура вышла замуж за торговца из Вены, который также интересовался науками. Судя по её письмам, в браке Лауры были некоторые проблемы и разногласия. Черета много рассуждала на тему идеального брака. В своих письмах Черета описывала идеальный брак как партнёрство, взаимоуважение, честность и любовь. Однако она четко отделяла брак от дружбы и не смешивала эти понятия. Так же, как и многие гуманистки своего времени, Лаура стала известна ещё в раннем возрасте, однако, в отличие от других, она не бросила образование и литературу после замужества. Спустя 18 месяцев после свадьбы, муж Лауры заболел чумой и умер. У них не было детей, и Черета никогда больше не вышла замуж снова.
Спустя два года после смерти мужа, Черета оправилась от горя и снова занялась литературой и работой, обратившись к гуманизму. Основной причиной своего увлечения гуманизмом и всем с ним связанным Лаура считала своё желание делиться знаниями с людьми. Она продолжила писать письма близкому кругу друзей и семьи, обсуждая личные проблемы, такие как её сложности в отношениях с матерью и мужем, когда тот был жив. В этих письмах Черета проводила самоанализ, что было характерно для гуманистов того времени. Её письма также содержат свидетельства о жизни современных ей женщин. Она защищала концепцию образованной женщины и осуждала насилие в семье. Кроме того, в публичных лекциях и эссе Черета исследовала историю и вклад женщин в интеллектуальную и политическую жизнь Европы. На протяжении всей жизни Лаура, несмотря на признание её заслуг и талантов обществом, подвергалась критике. Одни из главных обвинений заключались в том, что женщина не должна быть образованной, и что все работы Лауры на самом деле написал для неё её отец. На такие заявления Черета отвечала довольно жёстко.
В 1488 году Черета составила из 82 своих писем книгу, однако, несмотря на то, что её работы были широко распространены в Италии, книга оставалась неопубликованной вплоть до XVII века. Сборник в виде рукописи передавался среди гуманистов Вероны, Венеции и Брешии.

## Смерть
Черета умерла в возрасте 30 лет. Обстоятельства её смерти неизвестны. Ничего из того, что она написала в последние годы своей жизни, не сохранилось. В её честь были устроены публичные похороны и гулянья, что было необычно для женщины. Её помнят как великую женщину, которая заложила основу для многих феминистских и гуманистических работ после эпохи Возрождения.

## Список литературы
- Gill, Amyrose Mccue. «Fraught Relations in the Letters of Laura Cereta: Marriage, Friendship, and Humanist Epistolarity.» Renaissance Quarterly 62
- Рябова Т. Б. Лаура Черета, итальянская гуманистка XV века // Интеллектуальная история в лицах: 7 портретов мыслителей средневековья и Возрождения. Иваново, 1996
- Cereta, Laura. «Letter to Augustinus Aemilius, Curse against the Ornamentation of Women.» Bizzell and Herzberg: 493—495. https://scholar.google.com/scholar?cluster=17399369654017720318&hl=en&as_sdt=20005&sciodt=0,9/ (accessed October 24, 2014).
- Gill, Amyrose Mccue. «Fraught Relations in the Letters of Laura Cereta: Marriage, Friendship, and Humanist Epistolarity.» Renaissance Quarterly 62, no. 4 (Winter2009 2009): 1098—1129. http://eds.a.ebscohost.com/eds/pdfviewer/pdfviewer?sid=ac675e7e-b591-496d-a8a0-2f521f61998b%40sessionmgr4002&vid=2&hid=4111/ (accessed December 14, 2014).
- Julie, Kane. n.d. «Letter from Laura Cereta: Brescia, 1488.» http://quod.lib.umich.edu/f/fs/0499697.0020.308/1#?/ (accessed October 24, 2014).
- King, Margaret L. «Petrarch, the Self-Conscious Self, and the First Women Humanists.» Journal of Medieval & Early Modern Studies 35, no. 3 (Fall2005 2005): 537—558. http://eds.b.ebscohost.com/eds/pdfviewer/pdfviewer?vid=5&sid=7a26072c-ef21-4f96-970c-66b0d6134d73%40sessionmgr114&hid=120/ (недоступная+ссылка) (December 14, 2014).
- King, Margaret L., and Albert Rabil. 1983. Her immaculate hand: selected works by and about the women humanists of Quattrocento Italy. Binghamton, N.Y.: Center for Medieval & Early Renaissance Studies, 1983.
- Lonergan, Corinna Salvadori. «Dialogue on the Infinity of Love/Collected Letters of a Renaissance Feminist/The Worth of Women: Wherein is Clearly Revealed their Nobility and their Superiority to Men…(Book).» Renaissance Studies 12, no. 3 (September 1998): 435—439 http://eds.a.ebscohost.com/eds/pdfviewer/pdfviewer?vid=4&sid=ac675e7e-b591-496d-a8a0-2f521f61998b%40sessionmgr4002&hid=4111/ (accessed December 14, 2014).